# 여단

NATO 병과 기호에 기안한 보병 여단의 표기

여단(旅團, 문화어: 려단, 영어: Brigade)은 군사 조직의 편제 중의 하나이다. 규모는 연대보다 크고 사단보다 작다.
일본과 중국은 여단이 사단의 축소형태며, 여단 안에 2개 이상의 연대가 편제되어 있다. 이외 대부분 국가에서는 여단이 연대의 독립형(독립 여단) 또는 사단 내 편성형(사단 예하 여단) 운영된다.

## 개요
지휘관은 여단장(旅團長, 영어: Brigader)이다. 계급은 준장 또는 대령이 맡는다.
21세기에 들어서는 독립적으로 운용되는 여단 개념이 확대되어 사단 개념과 함께 주요 전술제대 편제로서 전 세계에서 널리 쓰이고 있다. 보병 여단은 3,000 ~ 5,000명의 병력으로 구성된다.

## 기원
스웨덴의 국왕 구스타브 2세 아돌프가 창안한 전술 부대 단위이다.

## 나라별 여단

### 대한민국
대부분 여단은 군단 또는 사단에 속해 있다. 사단에 속한 여단을 사단 편성 여단이라고 하며, 예전 연대와 같은 단위의 부대이다. 비사단 편성 여단은 대부분 군단 또는 야전군에 편성되며, 작전 상황에 따라 비교적 자유롭게 예하 사단에 재배속되거나 다른 군단으로 전환 편성된다. 사단 편성 여단은 대부분 보병 여단, 포병 여단이며, 비사단 편성 여단은 기갑, 포병, 공병, 통신 등 병과가 다양하다.
- 보병여단
  - 사단 편성 보병여단 (보병사단 예하 3개 여단 편성)
  - 비사단 편성 보병여단 (야전군 직할 또는 군단 직할)
- 기갑여단 (전차 중심 편제)
- 기계화보병여단 (장갑차 중심 편제)
- 포병여단
  - 사단 편성 포병여단 (보병사단 예하 3개 보병여단 전투 지원)
  - 비사단 편성 포병여단 (야전군 직할 또는 군단 직할 독립여단)
- 화력여단
- 공수여단
- 군수지원여단
- 방공여단
- 공병여단
- 통신여단
- 경비여단
- 신속대응여단
- 해병여단

### 미국
미국 육군의 여단 전력은 2,500 ~ 4,000명 가량의 병력을 갖춘다. 과거 남북 전쟁부터 제2차 세계 대전 직전까지의 육군 여단은 최소 2개 이상, 평균 4개의 연대로 편성되는 사각 사단 편제가 유지되었다. 이후, 모든 육군 여단은 새로운 포괄적 여단 전투단 편제로 개편되면서, 여러 전투부대 및 전투지원부대를 포함하게 되었다. 그 결과로 여단은 독자적인 작전 수행이 가능해졌다.
미국 해병대의 여단은 특별 원정을 위해 구성된다. 예를 들어 이라크 전쟁에 참전한 해병원정군보다 작은 TF 타라와(2d MEB)와 같다.

### 일본

#### 제국 육군
일본 제국 육군은 진대(鎮台, 진다이) 시대 당시 전시에 여단을 임시 개편하여 전투 지역에 파견하였다. 이후 사단 편성이 채택됨에 따라, 여단은 사단 예하 여단으로 편제되었다. 이러한 여단은 주로 사단에 있는 보병 여단이 대부분을 차지하였으며, 여단장에는 소장이 임명되었다. 단, 사단장과 달리 참모장이나 참모가 없으며 사단장의 보좌나 실무는 부관이 행한다. 사단에는 2개 보병 여단이 있고, 여단에는 각 2개 보병 연대가 있었다. 사단이 전개할 정도가 아닌 경우에는 보병부대나 기술행정부대, 공병부대를 배속하여 혼성 여단을 편성 파견하는 경우가 많다. 중일전쟁 후기에는 사단 예하에 연대가 4개(2개 여단, 4개 연대)에서 3개(여단 없이 3개 연대)로 축소되었다.
그리고 보병 연대의 상급부대로서는 여단이 아닌 보병단이 존재하였다. 보병단도 여단에 준하는 조직이며, 보병단장에는 소장이 취임했다. 제2차 세계 대전 당시 전차 사단에서도 사단 예하에 2개 전차 연대로 구성된 전차 여단이 편성되었다.
소형 사단에 해당하는 독립 혼성 여단은 1934년에 창설되어 중일전쟁 이후는 점령지 치안 유지를 주목적으로 100여 개가량 편성되었다. 이 독립 혼성 여단은 예하 부대가 독립 보병 대대로 이루어져 있었다. 그리고 중국에 주둔하는 독립 혼성 여단 중 24여 개 여단처럼 후에 사단으로 증편되는 예도 많았다. 전차 사단의 축소 형태로 전차 연대와 보병이 편성된 독립 전차 여단도 존재했었다.
사단 예하 여단과 독립 혼성 여단의 중간형 여단도 태평양 전쟁에서 나타났다. 예를 들면, 102 사단은 독립 혼성 여단을 개편하여 사단처럼 보이게 한 것이다. 사단 예하에 2개 보병 여단이 편성되어 있는 것이 사단에 가깝지만 각 여단에는 예하에 연대가 없고 다수의 독립 혼성 여단처럼 독립 보병 대대가 편성되어 있었다. 이러한 여단은 치안 임무 종사가 본래 임무이며, 다수의 독립 보병 대대의 관리 또는 여단 단위로 독립 행동을 취하기 위한 목적으로 편성되었다.
단일 병과로 구성된 독립 여단은 청일전쟁 후의 군비확장으로 포병 여단과 기병 여단(소형 기병 사단 편제로 보임)이 2개씩 편성되어 있는 것이 최초였다. 이후, 야전 중포병 여단 등이 여럿 창설되었다. 독립 전차 여단에서도 예하 보병을 두지 않고 타 부대와의 협력을 전제로 한 여단이 있었다.

#### 육상자위대

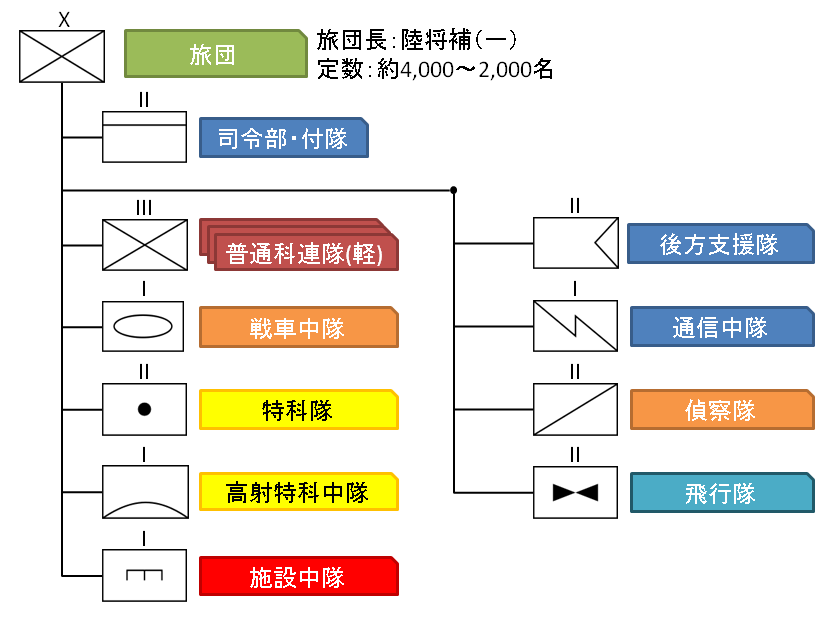
육상자위대의 여단 편제 (일본어)

육상자위대의 기본 작전 단위는 1962년에 관구대가 강조된 이래, 30년 이상 사단과 혼성단(일본어: 混成団 곤세이단[*], 영어: Combined Brigade)으로 지정되어 있었다. 냉전 이후, 사단 규모가 축소화되어 혼성단의 규모를 확충시킬 필요가 생기자, 11월 28일에 내각 회의에서 결정된 평성 7년(1996년) 강령에 따라, 1996년 중기 방위력 정비계획에 의해 자위대에 여단 편제가 도입되었다. 그에 따라 1999년 이후 제5, 제11, 12, 13사단의 4개 사단과 제1, 제2혼성단이 여단으로 개편되어 종합근대화 여단이 2개, 즉응근대화 여단이 4개로 편성되었다. 또한, 즉응근대화 여단 중에서 동부방면대의 제12 여단은 공중기동력을 강화하고, 서부방면대의 제15 여단은 열도 방위에 대응되도록 편제를 개조했다.
육상자위대의 여단은 사단과 마찬가지로 작전 단위로, 편제는 사단보다 작다. 정원은 총 2~4,000명인 소규모로 일본 제국 육군의 혼성 여단에 가깝다. 여단 예하의 보병 연대는 사단 예하의 보병 연대보다도 간소한 경보병 연대로, 1등 육좌에 의해 지휘통제되고 정원은 650명이다.

### 프랑스
1793년 사단 아래에 연대를 둘 수 없게 되자, 반여단 혹은 준여단(Demi-brigade) 편제로 대채되었다. 이 여단 아래에는 3개 대대를 두었기에 연대와 다를게 없었으나, 1803년에 나폴레옹 보나파르트의 명령으로 연대를 편성할 수 있게 되면서 사라졌다. 전통을 위해 이름만 남은 것으로는 제13외인반여단이 있다.

## 특화

### 포병 여단
포병에 의한 화력 지원에 특화된 여단이다. 특히 공격시 포병 여단은 독립적으로 보병, 전차 등 부대에 대한 작전 지원을 위해 포격한다. 초기에 여단은 공격 또는 방어를 위해 창설되었지만, 20세기에 들어서 전쟁이 좀 더 기동화되고 고정된 요새화가 유용하지 않게 되면서, 포병 여단은 주로 예외적으로 해안 방어와 같은 특별한 목적을 위해 창설되었다. 제2차 세계 대전동안 보통 3~4천 명의 병력과 24~70여 문의 포를 보유한 포병 여단은 필요에 따라 사단에 배속되며, 역시 작전상 필요에 따라 어디든지 사단에서 분리 또는 군단, 사단에 재배속된다. 현대의 포병 여단은 옛날보다 좀 더 특화되어 한, 두 가지 종류의 대포만을 다루도록 훈련되기도 한다. 포병 여단의 특화된 형태로 방공 포병 여단이 있다. 제2차 세계 대전동안, 많은 방공 포병 여단의 장갑 차량이 대공 공격 방어와 공격 부대에서 사용었으며, 특히 독일의 88mm 대포가 효과적이었다.
현재 미국 육군의 경우, MLRS(다련장포) 등의 대규모 화력을 지원할 수 있는 일부 포병 부대를 화력 여단(Fires Brigade)이라고 부른다. 2014년 중순에 야전포병여단들과 같은 이름으로 개명되었다.

## 같이 보기
- 군사 조직
- 미국
  - 기동개선여단
  - 전장감시여단
  - 전투지원여단